# 임기태
임기태(林基台, 1901년 10월 1일 경남 양산 ~ 1973년 12월 2일)는 제5대 국회의원을 지낸 대한민국의 정치인이다.

## 약력
- 동래고등보통학교 졸업
- 사법서사
- 양산군 물금면 금융조합장
- 양산군농회 통상의원
- 경상남도의회 의원
- 양산수리조합 조합장
- 양산군학교평의원

## 역대 선거 결과
|  | 26.32% |

|  | 24.90% |